# Chala-See
Der Chala-See (auch Dschalasee) ist ein Kratersee, durch dessen Mitte die Grenze zwischen Tansania und Kenia verläuft.

## Beschreibung

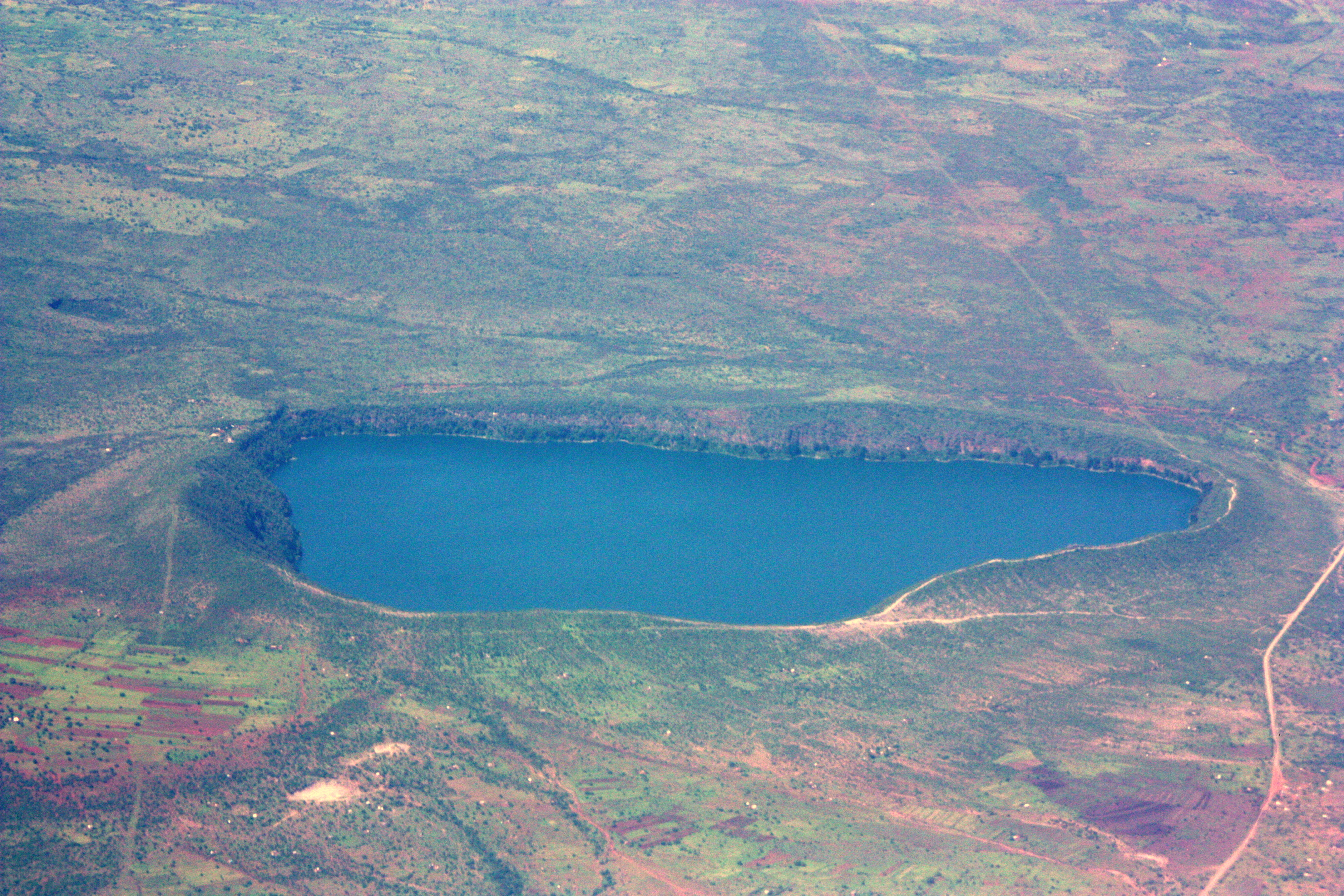
Luftbild des Chala-Sees

Der See befindet sich auf 877 m Höhe und ist etwa 8 km nördlich von Taveta gelegen. Er ist tiefblau und von einem bis zu 100 m hohen Kraterrand umgeben. Der See wird von Grundwasserströmen, die vom Kilimandscharo kommen, gespeist und entwässert auch unterirdisch mit einem Durchsatz von ca. 10 Millionen m³/Jahr. Der 4,2 km2 große und 98 m tiefe See wurde vor 250.000 Jahren gebildet.
Auch der Chala verliert an Volumen. Sein Pegel ist in den letzten 6 Jahren um 2,4 m gesunken.

## Ökologie
Das Gewässer ist die Heimat des endemischen Buntbarschs Oreochromis hunteri (Lake Chala tilapia).